# Кароліна Бохра
Кароліна Бохра (пол. Karolina Bochra; нар. 31 серпня 1988, Польща) — польська футболістка, нападниця.

## Клубна кар'єра
Кар'єру нападниця розпочала в клубі «Голі» (Честохова), з яким виступалав Екстраклясі. У 2006 році перейшла до суперника по лізі «Вроцлава» і з цим клубом двічі ставала чемпіоном та володарем кубку. У 2010 році вона перейшла до «Катовиць», з якими в наступному сезоні вийшла до Екстракляси. Згодом грала за «Заглемб'є» (Любін). У вересні 2015 року перейшла до тодішньої команди Регіоналліги «Армінія» (Білефельд) за посередництва своєї колишньої одноклубниці з часів виступів у Ченстохові Каміли Кмецик. У дебютному сезоні зіграла 16 голів, відіграла свою роль у чемпіонаті та вийшла до Другої Бундесліги жінок Білефельда. Проте закріпитися в команді не вдалося й влітку 2017 року завершила кар'єру.

## Кар'єра в збірній
У 2008 році взяла участь у Кубку Алгарве зі збірною Польщі. Відзначилася єдиним голом польської збірної в програному (1:3) поєдинку проти Португалії.

## Досягнення
- Екстракляси
  -  Чемпіон (2): 2007, 2008
- Кубок Польщі
  -  Володар (2): 2007, 2009
- Регіоналліга Захід
  -  Чемпіон (1): 2016